# Melitulias undulata
Melitulias undulata là một loài bướm đêm trong họ Geometridae.